# Titkana Peak
Titkana Peak är en bergstopp i Kanada.   Den ligger i provinsen Alberta, i den centrala delen av landet, 3 200 km väster om huvudstaden Ottawa. Toppen på Titkana Peak är 2 827 meter över havet, eller 390 meter över den omgivande terrängen. Bredden vid basen är 3,5 km.
Terrängen runt Titkana Peak är bergig åt sydväst, men åt nordost är den kuperad.Trakten runt Titkana Peak är nära nog obefolkad, med mindre än två invånare per kvadratkilometer.. Det finns inga samhällen i närheten. 
Trakten runt Titkana Peak består i huvudsak av gräsmarker.